# Rechtbank Dordrecht
Rechtbank Dordrecht was tot 2013 een van de negentien rechtbanken in Nederland. De rechtbank had twee vestigingen, te weten de hoofdvestiging te Dordrecht aan het Steegoversloot 36 en de zittingsvestiging te Gorinchem aan het Stadhuisplein 1. Samen met de oude rechtbank Rotterdam is Dordrecht gefuseerd tot de nieuwe rechtbank Rotterdam.
Het arrondissement van de rechtbank Dordrecht bestond ten tijde van de opheffing nog uit drie kantons: kanton Dordrecht, kanton Gorinchem en kanton Oud-Beijerland.